# Kreationisme

 Der er for få eller ingen kildehenvisninger i denne artikel, hvilket er et problem. Du kan hjælpe ved at angive troværdige kilder til de påstande, som fremføres i artiklen.

Kreationisme er troen på, at livet, Jorden og hele universet er blevet skabt af en guddommelig kraft ved "særlig skabelse" og ikke er fremkommet ved naturlig udvikling eller evolution.
Der findes inden for kristendommen, jødedommen, islam og andre religioner flere varianter af kreationisme; den mest yderligtgående variant inden for de abrahamitiske religioner lærer, at skabelsen foregik på blot seks dage for ca. 6.000 år siden – baseret på en meget bogstavelig læsning af Bibelen (særligt 1 Mos 1-3). Der er dog også former for kreationisme, der accepterer, at Jorden og universet er milliarder af år gamle.
Kreationister tror på en såkaldt "særlig skabelse" (engelsk special creation). Nogle kreationister (som deisterne) tror på at Gud ikke siden har interesseret sig for universet, andre at en eller flere guder løbende har deltaget aktivt i skabelsesprocessen, hvilket står over for den opfattelse, at universet alene er opstået og udviklet efter naturens love og regelmæssigheder. Tilhængere af en "særlig skabelse" skelner mellem "ungjordskreationister" og "gammeljordskreationister", og gammeljordskreationister ser ingen modstrid mellem deres tro og moderne kosmologi og Big Bang.

## Kreationisme mod videnskab
I 1923 tilbød delstaten Oklahoma gratis lærebøger til offentlige skoler, der ikke underviste i evolutionsbiologi, mens Florida indførte en anti-evolutionslov. Længst gik Tennessee, der i 1925 forbød al undervisning i evolution på universiteter og offentlige skoler. ACLU (American Civil Liberties Union, en amerikansk borgerrettighedsbevægelse) anså dette som et brud på USAs forfatningsmæssige skille mellem stat og kirke. Skolelæreren John T. Scopes meldte sig frivilligt til at stå frem og offentligt erklære, at han havde brudt loven ved at undervise i evolutionslæren. Derved håbede ACLU at kunne føre sagen ved appel til højesteret og prøvet dér. Den blev kendt som "Scopes-processen" eller "abe-processen" og var den første retssag i USA, der blev transmitteret dagligt i radioen. Scopes blev idømt en bøde på 100 dollars, og pga. finesser i lovgivningen kom sagen ikke for højesteret. Loven blev dermed stående til 1967. "Scopes-processen" afslørede nok for offentligheden, at kreationismen savnede ethvert videnskabeligt grundlag; men samtidigt blev mange lærere og lærebogsforfattere skræmt af den offentlige vrede rettet mod evolutionslæren. 
Kreationisterne gik i gang med at oprette forskningscentre. I 1957 finansierede adventisterne GRI (Geoscience Research Institute). I 1966 blev det ved GRI forventet, at forskerne skulle koncentrere sig om at bevise, at
- livet opstod på seks dage
- Jorden oplevede en global ødelæggelse (syndfloden) som beskrevet i Første Mosebog
- livet ikke er ældre end 10.000 år.

At kulstof 14-datering alene modbeviser det ovenstående, blev ved samme lejlighed afvist som ugyldigt.  I midten af 1970'erne måtte forskerne ved det kreationistiske ICR (Institute for Creation Research) aflægge ed på at: "Alt i universet blev skabt af Gud på de seks dage, sådan som den særlige skabelse er beskrevet i Første Mosebog. Skabelsesberetningen opfattes som en præcis beskrivelse af en konkret historisk begivenhed, og er således af grundlæggende betydning for forståelsen af ethvert forhold og fænomen i det skabte univers." Denne ed er senere faldt væk; men i stedet er en ligelydende tekst at finde i den kontrakt, som fornyes en gang i året. At publicere forskningsresultater, der peger i andre retninger, er fyringsgrund. 
I 1967 gik en anden skolelærer, Susan Epperson, i retten mod delstaten Arkansas. Hun mente, at anti-evolutionsloven fra 1929 var en overtrædelse af hendes ytringsfrihed. Denne sag gik helt til højesteret, hvor Epperson vandt i 1968. I den forbindelse blev alle anti-evolutionslove erklæret for forfatningsstridige. Kreationisterne gav imidlertid ikke tabt. I stedet for at ville forbyde evolutionslære, gik de over til at forlange ligebehandling for evolutionslære og kreationisme. Formuleringen "Gud skabte Jorden for 6.-8.000 år siden" blev til "en pludselig skabelse for 6.-8.000 år siden." I 1974 var det lykkedes for Henry Morris fra CSRC (Creation Science Research Center, kreationsvidenskabeligt forskningscenter) at få sine hæfter Videnskab og skabelse ind ved skoler i 28 delstater. Under sin valgkamp i 1980 forlangte Ronald Reagan, at offentlige skoler underviste i kreationisme på lige fod med evolutionslære; og 1981 indførte Arkansas en ligebehandlingslov for at sikre undervisning i både evolutions- og kreationistlære. Snart gik Louisiana til det samme skridt; og mere end tyve delstater vurderede at følge efter.  Arkansas-retssagen blev tæt fulgt af pressen, også da en af kreationisternes ekspertvidner kundgjorde, at han troede på flyvende tallerkner, fordi han havde læst om dem i Det Bedste, og at han mente, de var sendt af Satan. 
I maj 1981 blev ligebehandlingsloven i Arkansas udfordret ved delstatens forbundsdomstol, og erklæret ugyldig som religion i forklædning. I 1985 kom forbundsdomstolen i Louisiana til det samme resultat. Kreationisterne appellerede imidlertid sagen til USAs højesteret. Denne gang tog Murray Gell-Mann, nobelpristager i fysik, initiativ til en fælleserklæring fra 72 nobelpristagere i fysik, kemi, medicin og fysiologi. Erklæringen blev indgivet til højesteret 18.august 1986, og samme dag holdt nobelpristagernes talsmænd et pressemøde om sagen. Erklæringens definition af videnskab udelukker helt klart kreationisme som en form for videnskab: "Hvis et forklarende princip ifølge sin natur ikke kan testes, er det udenfor videnskabens sfære." Kreationisterne kaldte erklæringen for "et smart plot", "evolutionist-propaganda" etc. - og underskriverne modtog stærkt følelsesladede breve, som dette til Gell-Mann: "Bed straks Herre Jesus om frelse. Termodynamikkens 2. lov beviser, at evolution er umulig." 19.juni 1987 afgjorde højesteret sagen med evolutionisterne som den sejrende part (7 dommerstemmer mod 2 til kreationisterne). 
Højesteretsdommen fra 1987 forbød ligestilling mellem kreationisme og evolutionslære i offentlige amerikanske skolers undervisningsplaner. Imidlertid kan den enkelte lærer stadigvæk frit inkludere alternative teorier som kreationisme i sin undervisning, forudsat, at dette er klart ikke-religiøst motiveret. I biologibøger i Alabamas offentlige skoler står der: "Denne lærebog omhandler evolution, en kontroversiel teori, der af visse forskere præsenteres som en videnskabelig forklaring på livets oprindelse." I 1999 fjernede uddannelseskommissionen i delstaten Kansas under indflydelse af stærkt religiøse organisationer de allerfleste henvisninger til universets og livets udvikling fra skolebøgerne. Som et resultat af den manglende undervisning kan man af en spørgeskema-undersøgelse (foretaget af The National Science Foundation) se, at 52% af alle voksne i USA tror, de første mennesker levede samtidig med dinosaurerne. 

## Ungjordskreationisme
Ungjordskreationister lærer, at jorden har en alder på ca. 6.000 år baseret på en bogstavelig læsning af Første Mosebog, hvor jordens skabelse beskrives som et forløb på seks dage. På basis af en bogstavelig læsning af de mange bibelske genealogier og anetavler, der beretter om Adams efterkommere, deres afkom, levetid osv. udledes, at der ifølge Bibelen går ca. 4.000 år mellem skabelsen og Jesu fødsel. Det første forsøg på en sådan beregning af Jordens alder blev foretaget af den irsk-engelske biskop James Ussher, der i 1650 udgav sin Annales veteris testamenti, hvori han konkluderer, at skabelsen fandt sted om eftermiddagen dagen før d. 23. oktober 4004 f.Kr. Det er dog de færreste moderne ungjordskreationister, der tager Usshers meget præcise datering for pålydende.
Indtil midt i 1700-tallet gik også akademiske kredse generelt ud fra, at Første Mosebog i alt væsentligt gav en korrekt fremstilling af skabelsesforløbet. Skabelsen var ifølge denne opfattelse således foregået inden for én uge for et par tusind år siden. I løbet at 1700-tallet begyndte mange geologiske observationer at indikere, at Jorden måtte være meget ældre end hidtil antaget. I begyndelsen af 1800-tallet var den religiøst inspirerede tanke om en ung jord blevet et minoritetssynspunkt blandt akademikere, for til sidst at forsvinde helt fra disse kredse. Mange almindelige kristne, især i fundamentalistiske kredse, forblev dog tilhængere af dette synspunkt, og er det til i dag.
Den moderne ungjordskreationisme kan i meget væsentligt føres tilbage til en bølge af fundamentalistisk kristen opblomstring i USA i begyndelsen af 1900-tallet. Særligt vigtig blev syvendedagsadventisten og amatørgeologen George McCready Price, der i 1923 opsummerede det ungjordskreationistiske syn i sin bog The New Geology. Heri forkaster han de resultater, geologien var kommet frem til, og fremlægger sit eget syndflodsbaserede syn på jordlagene. Ifølge denne opfattelse, kendt som "syndflodsgeologi" (flood geology), blev jordlagene ikke dannet i millioner af år ved en gradvis akkumulering, men i stedet ved en kortvarig katastrofe som den bibelske syndflod.
Efter 2. verdenskrig blev der pustet nyt liv i denne tradition af Henry Morris og Harry Whitcomb, der i 1961 udgav bogen ”The Genesis Flood”. Morris gik videre end Price: Ifølge ham er ikke alene Jorden, men hele universet yngre end 10.000 år. To år efter udgivelsen af The Genesis Flood grundlagde Morris og andre ’The Creation Research Society’ og senere ’The Institute of Creation Research’. Det er grundlaget for størstedelen af den moderne ungjordskreationisme op til i dag.

## Gammeljordskreationisme
Gammeljordskreationisterne tror lige som ungjordskreationister på en "særlig skabelse", men de accepterer samtidig, at jorden må være væsentligt ældre end 6.000 år. Der findes forskellige måder at forlige Jordens alder med skabelsestroen: fx at skabelsesdagene er særlige "Guds dage", hvis varighed er betydeligt længere end menneskets dage.
Et sted midt imellem ligger, at jorden nok er millioner af år gammel, men at livet er relativt ungt i forhold til konventionelle dateringer af livets opståen.

### Gapteori
"Gapteori eller kløftteorieen " er, at der på efter skabelsen(1 Mos 1, 1a) indtraf en art katastrofe, hvorefter jorden lå øde og tom i lange tider. Denne katastrofe opfattes oftest som et himmelsk syndefald, hvor Satan og en række engle gjorde oprør mod Gud.
Nogle mener så også, at menneskene ved dette oprør blev bragt til fald og oprør imod Gud, og at det er årsagen til, at hele jorden blev lagt øde. Efter lang tids tomhed fortsatte Gud sin anden skabelse. Denne pause skulle forklare jordens tilsyneladende høje alder.

### Dag-alder-teori
Ifølge Day-Age theory eller dag-alder-teori er de seks skabelsesdage i Første Mosebog i virkeligheden år, snarere end døgn på 24 timer. Den tager fx basis i et bibelvers som 2. Petersbrev 3:8, der lyder: "Dette ene må I ikke glemme, mine kære, at for Herren er én dag som tusind år, og tusind år som én dag.". Særlig Jehovas Vidner er tilhængere af denne opfattelse.

### Progressiv kreationisme
'Progressive kreationister' accepterer de gængse videnskabelige teorier angående biologi, geologi og kosmologi, men mener samtidig, at Gud løbende har blandet sig i evolutionens forløb og dermed styret evolutionen eller sågar direkte skabt nye livsformer (fx mennesket) hen ad vejen.

### Skabelse med fortid
En anden opfattelse blandt kreationister er, at jorden og livet kan være blevet skabt med en alder og dermed et udseende af at være gamle og at have haft en fortid. De henviser til, at Adam må have haft en navle, selv om han ikke er blevet født, men er skabt i voksen form. Ligeledes skabte Gud træer med en "alder" (og dermed årringe) i stedet for først at lade dem spire frem. Gud må direkte have skabt jordlagene og de fossiler, de indeholder, og således får vi med vore dateringsmetoder indtrykket af en jord med en lang fortid.
Den blev først fremsat af englænderen Philip Henry Gosse, der i 1857 udgav bogen Omphalos: An Attempt to Untie the Geological Knot, som har sit navn fra det græske ord omphalos, der betyder navle.

## Evolutionær kreationisme & teistisk evolutionisme
Ifølge den mest moderate og udbredte opfattelse blandt troende accepteres de naturvidenskabelige beskrivelser som de midler, hvormed Gud skabte verden. Gud skabte universet gennem Big Bang og arternes mangfoldighed ved hjælp af evolution. Samtidigt med at skaberen satte Big Bang i gang, sørgede han for, at omstændighederne i universet var således indrettet, at de af sig selv ville føre til opståen af liv og senere mennesket. Tilhængere af sidstnævnte strømning kaldes 'teistiske evolutionister'.
Dele af den romersk-katolske kirke støtter denne udlægning, ifølge pavens udtalelser om evolutionsteorien. En opfattelse, der kun i den underliggende teologi adskiller sig fra teistisk evolutionisme, er evolutionær kreationisme. Denne opfattelse indebærer, at skabelsen – som berettet i 1. Mosebog – foregik uden for vores virkelighed og tid. Det er især indenfor den jødiske religion, at denne opfattelse finder genklang.

## Kreationisme og videnskab

### Syndflodsgeologi
Ungjordskreationister påstår at komme frem til deres alternative modeller ud fra de samme observationer og principper som naturvidenskaben. En stor del af bestræbelserne hos ungjordskreationister går derfor ud på at falsificere evolutionsteorien, geologisk aktualisme og kosmologiske teorier såsom Big Bang.
De hævder, at der skulle foreligge omfattende geologiske beviser for, at der har fundet en verdensomspændende syndflod sted (Noas Ark), samt for at dinosaurer og mennesker har levet side om side. Dette indebærer bl.a. en forkastelse af radioaktive dateringsmetoder, astronomiske observationer m.v.
Hovedpunkterne:
- Jorden var oprindeligt dækket af en hvælving af vand eller is (himmelhvælvingen, der omtales i 1. Mosebog), og det var denne, der smeltede/styrtede sammen og dermed udløste syndfloden
- Himmelhvælvingen beskyttede før syndfloden Jorden mod kosmisk stråling, hvilket gør kulstofdatering fra før dén tid upålidelig
- Syndfloden førte til store jordskred, der begravede dyr og planter, og dermed dannede jordlag med begravede væsner, som blev til fossiler.

### Intelligent Design
Mange progressive kreationister går ind for teorien om intelligent design, der hævder, at mange af de postulerede evolutionelle udviklinger udviser decideret målrettet design og ikke kunne være fundet sted ved den gradvise evolution, der normalt postuleres, hvilket således skulle være et indicium imod evolutionsteorien, og et argument for særlig skabelse. Ungjordskreationister bruger også gerne argumenter med dette begreb.

## Kreationisme og religion
I forhold til religion er de forskellige former for kreationisme et symptom på, hvordan tilhængerne forholder sig til de hellige tekster. Kan teksterne forstås uafhængigt af den kulturelle og sproglige sammenhæng, hvor de først optrådte? Eller er de tværtimod stilet til et bestemt folk på en bestemt tid, så at de essentielle budskaber derfor kræver mere end en direkte oversættelse i en anden tid?
Det betyder, at forholdet til skabelsesberetningen, der i sig selv måske ikke har den store praktiske betydning i dagligdagen, indirekte fungerer som kampplads for en række mere nærværende moralske emne som kønsroller (stillingen til seksuelle minoriteter) og retspolitik.
I den katolske kirke har der altid været tradition for, at Bibelen skulle fortolkes af præster, og ikke var direkte tilgængelig for lægfolk. Protestantismen understregede herimod, at alle troende selv kan læse Guds ord direkte i Bibelen – uden at bruge traditionen som fortolkningsnøgle. Det er rimeligvis medvirkende til, at ungjordskreationismen inden for kristendommen overvejende har været et protestantisk fænomen, da de ældre kirkers tradition for at lade eksegesen være forbeholdt uddannede eksegeter har modvirket udbredelsen af sådanne simplistiske udlægninger.

## Udbredelse
Kreationismen og særligt ungjordkreationismen er primært et amerikansk og evangelisk-kristent fænomen. Den katolske kirke har lettere ved at forlige sine dogmer med de naturvidenskabelige modeller (Steno), og uden for den kristne verden er der betydeligt mindre interesse for fænomenet. De naturvidenskabelige modeller, der overlapper lokale skabelsesberetninger, bliver enten accepteret eller set som uvæsentlige udtryk for vestlig dekadence. Der kan dog spores en stigende interesse for kreationisme i den islamiske verden.

### Danske gammeljordskreationistiske websteder
- Skabelse.dk – Tidsskriftet Origo med Danmarks største artikeldatabase om skabelse og videnskab.
- Skabelsesberetningen.dk – side med bibelen som grundlag – ud fra gapteorien
- The Gap Theory Page – danskejet, men engelske tekster
- The Gap Theory Blog – danskejet, men engelske tekster

### Engelske kreationistiske websteder
- Creationism vs. Evolution: 6 Big Battles. Livescience
- Answers in Genesis
- Dr. Dino

### Kritik af kreationisme
- Dansk hjemmeside om Intelligent Design Arkiveret 15. oktober 2011 hos  Wayback Machine
- Talk.origins-arkivet – en samling af dokumenter oprettet i tilknytning til nyhedsgruppen talk.origins
- Panda's Thumb Talk.origins' blog
- Er kreationismen videnskabeligt acceptabel? Arkiveret 20. september 2005 hos  Wayback Machine
- Evolution Sciences versus Doctrines of Creationism and Intelligent Design